# Bischofshofen (stacja kolejowa)
Bischofshofen (niem: Bahnhof Bischofshofen) – stacja kolejowa w Bischofshofen, w kraju związkowym Salzburg, w Austrii. Jest ważną stacją węzłową, gdzie krzyżuje się Salzburg-Tiroler-Bahn i Ennstalbahn, więc posiada połączenia między Salzburgiem, Innsbruckiem i Grazem.

## Historia
Mała miejscowość Bischofshofen uzyskała połączenie kolejowe w 1870. Ożywienie gospodarcze miało miejsce w 1875 roku przez otwarcie Giselabahn do Salzburga i Wörgl, jak również dostęp do Rudolfsbahn w kierunku Radstadt i obszarów miejskich w 1876 roku ze względu na rozbudowę do trzech metrów szerokości drogi dojazdowej, najpierw jako Bahnhof-Interessenten-Straße oraz w 1929 roku po raz pierwszy o nazwie Bahnhofstrasse. Koszty te poniosły wspólnie przedsiębiorstwo kolejowe, społeczności Bischofshofen, St. Johann im Pongau, Mühlbach, Sankt Veit im Pongau i gmina Mitterberg. Oprócz Böcklinger Hof (później Karolinenhof) zbudowano Hotel Bahnhof i nowy gościniec Neue Post. Rozwój miasta od linii kolejowej koncentrował się bardziej na północ i południe. Po pierwotnej głównej ulicy w mieście, dzisiejszej Alte Bundesstraße zbudowano Bahnhofstrasse w 1930 roku rozbudowaną do szerokości siedmiu metrów do drogi głównej. W czasie puczu lipcowego nazwę ulicy zmieniono na Kanzler-Dollfuß-Straße, a w czasach nazistowskich nosiła nazwę Straße der SA.
W 1945 pod koniec II wojny światowej, budynek dworca został całkowicie zniszczony i musiał zostać przebudowany. Również ulica została zmieniona z powrotem na Bahnhofstrasse. W latach 2000–2003 stacja została przebudowana.

## Linie kolejowe
- Salzburg-Tiroler-Bahn
- Ennstalbahn